# Allamakee County
Allamakee County är ett administrativt område i delstaten Iowa, USA, med 14 330 invånare. Den administrativa huvudorten (county seat) är Waukon.
Del av Effigy Mounds nationalmonument ligger i countyt. 

## Geografi
Enligt United States Census Bureau så har countyt en total area på 1 706 km². 1 656 km² av den arean är land och 50 km² är vatten. 

### Angränsande countyn
- Houston County, Minnesota - nord
- Vernon County, Wisconsin - nordost
- Crawford County, Wisconsin - öst
- Clayton County - syd
- Winneshiek County - väst
- Fayette County - sydväst